# Esteban Maroto
Esteban Maroto   (Madrid, 3 de maig de 1942) nom artístic d'Esteban Maroto Torres és un dibuixant de còmics espanyol integrant del Grup de La Floresta que va ser Hoste d'Honor de la 9a edició del Saló Internacional del Còmic de Lucca. El 1972 la seva obra Alma de Dragón es va començar a publicar a la revista Trinca.

## Obra
| Anys                | Títol                                         | Guionista                              | Tipus                                                                                | Editorial                         |
| ------------------- | --------------------------------------------- | -------------------------------------- | ------------------------------------------------------------------------------------ | --------------------------------- |
| 1961                | El Príncipe de Rodas, abans El Coloso         | Juan Antonio de Laiglesia              | Sèrie                                                                                | Editorial Maga.                   |
| 1969/2011           | 5 por infinito                                | Esteban Maroto                         | Sèrie                                                                                | Diverses                          |
| 12/02/ a 16/07/1971 | Wolff                                         | Sadko                                  | Sèrie de la revista Drácula                                                          | Buru Lan                          |
| 1972/1978           | Alma de Dragón                                | Esteban Maroto                         | Sèrie de la "Trinca"/Bumerang nº 7                                                   | Doncel/Editorial Nueva Frontera   |
| 1976                | Cuando el comic es arte. Esteban Maroto       | Diversos                               | Recopilatori pel mercat espanyol                                                     | Toutain Editor                    |
| 1978                | Dossier Negro. Número especial Esteban Maroto | Diversos                               | Recopilatori pel mercat espanyol                                                     | Ibero Mundial de Ediciones        |
| 1979/1994           | Dax el guerrero                               | Esteban Maroto                         | Sèrie de la revista Dossier Negro nºs 94 al 99, 101 al 103, 105 i 106 i recopilatori | Toutain Editor/Planeta DeAgostini |
| 1979                | La esfinge                                    | Esteban Maroto                         | Serie de 1984 nºs 5, 6 i 7                                                           | Toutain Editor                    |
| 1980                | Korsar                                        | Esteban Maroto                         | Sèrie de Cimoc i recopilat en grapa                                                  | Riego Ediciones                   |
| 1986                | Mujeres fantásticas                           | Enrique Sánchez Abulí i Estaban Maroto | Recopilatori pel mercat espanyol                                                     | Toutain Editor                    |
| 1981-1982/2017      | Nave prisión                                  | Bruce Jones                            | Sèrie de 1984 nºs del 30 fins al 41 i llibre cartoné                                 | Toutain Editor/Planeta DeAgostini |
| 1982-1983           | Zodiaco                                       | Enrique Sánchez Abulí                  | Sèrie de 1984 nºs del 42 fins al 53                                                  | Toutain Editor                    |
| 1990                | Crónica de Atlantis                           | Peter David                            | Sèrie (7 números Comic book)                                                         | Ediciones Zinco                   |
| 1991/2003           | En el nombre del diablo                       | Esteban Maroto                         | Histories breus                                                                      | Toutain Editor/Norma Editorial    |
| 2002                | Wonders                                       |                                        | Artbook                                                                              | Norma Editorial                   |
| 2002                | Urania                                        |                                        | Artbook                                                                              | Norma Editorial                   |
| 2009                | Conan el mercenario                           | Roy Thomas                             | llibre cartoné                                                                       | Planeta DeAgostini                |
| 2012                | Simón Bolívar, El libertador                  | Esteban Maroto                         | llibre cartoné                                                                       | EDT                               |
| 2012                | Espadas y brujas (Wolf, Dax y Korsar)         | Esteban Maroto                         | llibre cartoné                                                                       | EDT                               |
| 2015                | Les Llegendes de Sant Jordi                   |                                        | llibre cartoné                                                                       | Planeta DeAgostini                |
| 2016                | Los mitos de Cthulhu de Lovecraft             |                                        | llibre cartoné                                                                       | Planeta DeAgostini                |
| 2017                | Nave prisión                                  | Bruce Jones                            | llibre cartoné                                                                       | Planeta DeAgostini                |